# Selma, Alabama
Selma este un oraș cu 20.512 de locuitori (conform Census 2000) și sediul comitatul Dallas, statul  Alabama din Statele Unite ale Americii. Orașul a devenit foarte cunoscut datorită celor trei marșuri care au avut loc între Selma și Montgomery, a populației de culoare americane, inițiate și organizate de Martin Luther King. Primele două marșuri au fost oprite de poliție la granița orașului Selma. Al treilea marș, cel din 21 - 26 martie 1965 a fost încununat de succes, reușind să obțină pentru populația afro-americană, dreptul de a participa la alegeri. În timpul marșului au fost omorâți trei oameni, printre care era un preot.

## Personalități marcante
- Bull Connor, politician
- Mia Hamm, jucătoare de fotbal
- Johnny Moore, cântăreț
- Minnie Bruce Pratt, scriitoare